# Les Derniers Samouraïs
Pour plus de détails, voir Fiche technique et Distribution.
Les Derniers Samouraïs (狼よ落日を斬れ, Ōkami yo rakujitsu o kire) est un film japonais réalisé par Kenji Misumi, sorti en 1974.

## Synopsis
Japon, 1860. Sugi, un jeune samouraï a trouvé un nouveau père en la personne d'Ikemoto auprès duquel il a appris l'art du sabre. Ikemoto, espion à la solde du shogun Tokugawa et sentant la fin proche du monde des samouraïs, conjure Sugi de se tenir à l'écart des luttes politiques et des conflits violents qui déchirent le pays entre partisans du shogun, partisans de l'empereur et influence des occidentaux. Mais le tourbillon des événements semble vouloir tout emporter avec lui...

## Fiche technique
- Titre : Les Derniers Samouraïs
- Titre original : 狼よ落日を斬れ (Ōkami yo rakujitsu o kire?)
- Réalisation : Kenji Misumi
- Scénario : Takeo Kunihiro et Kenji Misumi, d'après un roman de Shōtarō Ikenami
- Musique: Akira Ifukube
- Production : Yoshiharu Mishima
- Société de production : Shōchiku
- Pays d'origine :  Japon
- Langue originale : japonais
- Format : couleur - 2,35:1 - son mono
- Genre : chanbara
- Durée : 159 minutes[1]
- Date de sortie :
  - Japon : 21 septembre 1974[1]

## Distribution
- Hideki Takahashi : Toranosuke Sugi
- Ken Ogata : Hanjirō Nakamura / Kirino Toshiaki
- Keiko Matsuzaka : Reiko
- Kiwako Taichi : Ohide
- Asao Sano : Kingoro Yamaguchi
- Ayako Honami : Tsuya
- Takahiro Tamura : Mohei Ikemoto
- Shun'ya Wazaki : Isami Kondo
- Ryūtarō Tatsumi : Takamori Saigo
- Jirō Sakagami : le client du barbier
- Teruhiko Saigō : Soji Okita
- Masaomi Kondō : Hachiro Iba